# Ołoniec
Ołoniec (ros. Олонец, karelski Anus lub Anuksenlinnu, fiń. Aunus) – miasto w północno-zachodniej Rosji, na terenie wchodzącej w skład tego państwa Republiki Karelii.

## Położenie
Miasto leży na południowym krańcu Karelii, nad niewielką rzeką, kilkanaście kilometrów od południowo-wschodniego wybrzeża jeziora Ładoga. Ołoniec leży w rejonie ołonieckim i stanowi jego centrum administracyjne. Ołoniec jest jedynym miastem na terenie tego rejonu.

## Ludność
1 stycznia 2021 roku Ołoniec liczył 7942 mieszkańców, co stanowiło ok. 40% populacji rejonu ołonieckiego. Liczba mieszkańców miasta po rozpadzie ZSRR spada, co jest spowodowane emigracją mieszkańców do większych ośrodków miejskich, głównie pobliskiego Petersburga w poszukiwaniu pracy.
Zmiany liczby mieszkańców miasta
| 1897   | 1912   | 1959 | 1970 | 1979   | 1989   | 1992   | 1996   | 1998   | 2000   |
| ------ | ------ | ---- | ---- | ------ | ------ | ------ | ------ | ------ | ------ |
| 1300   | 2100   | 5000 | 7800 | 10 400 | 11 400 | 12 100 | 11 800 | 11 600 | 11 400 |
| 2001   | 2003   | 2005 | 2008 | 2021   |        |        |        |        |        |
| 11 200 | 10 200 | 9800 | 9300 | 7942   |        |        |        |        |        |

## Historia
Ołoniec jest jednym ze starszych osiedli w Karelii.
Na terenie dzisiejszego miasta znaleziono pozostałości osady sprzed 4-5 tysięcy lat.
Dzisiejsze miasto założono w 1137 roku. W 1649 roku w Ołońcu zbudowano twierdzę, mającą bronić Karelii przed najazdami szwedzkimi. Od tej pory przez cały XVII i XVIII miasto pełniło funkcję stolicy Karelii. Później jego znaczenie zmniejszyło się.
W mieście tym urodzili się powstaniec styczniowy Walerian Mroczkowski i rotmistrz Witold Pilecki.

## Gospodarka
Gospodarka miasta, podobnie jak całej Karelii od czasów rozpadu ZSRR przeżywa kryzys. Podstawą utrzymania mieszkańców miasta są szeroko rozumiane usługi. W Ołońcu znajduje się przemysł drzewny, a także niewielkie zakłady spożywcze, zatrudniające po kilka-kilkanaście osób, produkujące na potrzeby rynku lokalnego.
Znajduje tu się stacja kolejowa Ołoniec, położona na linii Janisjarwi – Łodiejnoje Pole.